# Edgardo González
Edgardo Nilson González, né le 30 septembre 1936 à Colonia del Sacramento en Uruguay, et décédé le 26 octobre 2007, est un joueur de football international uruguayen, qui évoluait au poste de milieu de terrain.

## Biographie

### En club
Avec le CA Peñarol, il remporte quatre titres de champion d’Uruguay, une Copa Libertadores et enfin une Coupe intercontinentale.

### En équipe nationale
Il est sélectionné pour disputer la Coupe du monde 1962 organisée au Chili. Il ne joue aucun match lors de la phase finale de cette compétition. Il dispute toutefois 4 matchs comptant pour les tours préliminaires du mondial 1958.

## Palmarès
- Champion d’Uruguay en 1961, 1962, 1964, 1965
- Vainqueur de la Coupe intercontinentale en 1961
- Vainqueur de la Copa Libertadores en 1961